# Kilkenny (circonscription du Dáil)
Pour les articles homonymes, voir Kilkenny (homonymie).
Kilkenny est une ancienne circonscription électorale irlandaise. Elle permettait d'élire, de 1937 à 1948, trois membres du Dáil Éireann, la chambre basse de l'Oireachtas, le parlement d'Irlande. L'élection se faisait suivant un scrutin proportionnel plurinominal avec scrutin à vote unique transférable.

## Histoire
La circonscription a été créée pour les élections générales de 1937, lorsque la loi électorale de 1935 (révision des circonscriptions électorales) a divisé l'ancienne circonscription de Carlow-Kilkenny, le comté de Carlow étant représenté à partir de 1937 par l'intermédiaire de la nouvelle circonscription de Carlow-Kildare.
En vertu de la Loi électorale de 1947, la circonscription de Kilkenny est abolie et la circonscription de circonscription de Carlow-Kilkenny est restaurée pour les 1948.

## Limites
Certaines circonscriptions du Dáil traversent les frontières des comtés afin d'assurer un rapport raisonnablement cohérent entre les électeurs et députés. Cependant, la loi de 1937 définit les limites de la circonscription de Kilkenny comme étant simplement le comté de Kilkenny administratif.

## Députés
Note : Les colonnes de ce tableau sont utilisées uniquement à des fins de présentation et aucune importance ne doit être attachée à l'ordre des colonnes. Pour plus de détails sur l'ordre dans lequel les sièges ont été remportés à chaque élection, voir les résultats détaillés de cette élection.

## Élections

### 1944 élections générales
| Parti                                                        | Parti                 | Candidat       | Première préférence | %    | Siège | Comptage |
| ------------------------------------------------------------ | --------------------- | -------------- | ------------------- | ---- | ----- | -------- |
|                                                              | Fianna Fáil           | Thomas Derrig  | 7 679               | 26,7 | 1     | 1        |
|                                                              | Fine Gael             | Eamonn Coogan  | 6 071               | 21,1 | 2     |          |
|                                                              | National Labour Party | James Pattison | 6 239               | 21,7 | 3     |          |
|                                                              | Fianna Fáil           | Thomas Walsh   | 5 667               | 19,7 |       |          |
|                                                              | Clann na Talmhan      | Philip Mahony  | 3 157               | 11,0 |       |          |
| 'Électorat : ? Valide : 28 813 Quota : 7 204 Participation : |                       |                |                     |      |       |          |

### 1943 élections générales
| Parti                                                        | Parti              | Candidat          | Première préférence | %    | Siège | Comptage |
| ------------------------------------------------------------ | ------------------ | ----------------- | ------------------- | ---- | ----- | -------- |
|                                                              | Parti travailliste | James Pattison    | 6 417               | 20,6 | 1     |          |
|                                                              | Clann na Talmhan   | Philip Mahony     | 5 420               | 17,4 | 2     |          |
|                                                              | Fianna Fáil        | Thomas Derrig     | 6 852               | 22,0 | 3     |          |
|                                                              | Fianna Fáil        | Thomas Walsh      | 4 910               | 15,7 |       |          |
|                                                              | Fine Gael          | Richard Gorey     | 2 511               | 8,0  |       |          |
|                                                              | Fine Gael          | Thomas de Loughry | 2 337               | 7,5  |       |          |
|                                                              | Parti travailliste | Nicholas Boran    | 1 699               | 5,4  |       |          |
|                                                              | Fine Gael          | William Mullins   | 1 071               | 3,4  |       |          |
| 'Électorat : ? Valide : 31 217 Quota : 7 805 Participation : |                    |                   |                     |      |       |          |

### 1938 élections générales
| Parti                                                                   | Parti              | Candidat       | Première préférence | %    | Siège | Comptage |
| ----------------------------------------------------------------------- | ------------------ | -------------- | ------------------- | ---- | ----- | -------- |
|                                                                         | Fianna Fáil        | Thomas Derrig  | 11 327              | 34,0 | 1     | 1        |
|                                                                         | Fine Gael          | Denis Gorey    | 9 125               | 27,4 | 1     | 2        |
|                                                                         | Parti travailliste | James Pattison | 6 720               | 20,2 | 3     | 4        |
|                                                                         | Fianna Fáil        | Joseph Rice    | 4 419               | 13,3 |       |          |
|                                                                         | Fine Gael          | Simon Walton   | 1 708               | 5,1  |       |          |
| 'Électorat : 40 537 Valide : 33 299 Quota : 8 325 Participation : 82,1% |                    |                |                     |      |       |          |

### 1937 élections générales
| Parti                                                        | Parti              | Candidat           | Première préférence | %    | Siège | Comptage |
| ------------------------------------------------------------ | ------------------ | ------------------ | ------------------- | ---- | ----- | -------- |
|                                                              | Fine Gael          | Denis Gorey        | 5 132               | 15,7 | 1     |          |
|                                                              | Parti travailliste | James Pattison     | 7 616               | 23,3 | 2     |          |
|                                                              | Fianna Fáil        | Thomas Derrig      | 7 494               | 22,9 | 3     |          |
|                                                              | Fianna Fáil        | Seán Gibbons       | 6 054               | 18,5 |       |          |
|                                                              | Fine Gael          | Desmond FitzGerald | 4 820               | 14,7 |       |          |
|                                                              | Fine Gael          | Richard Holohan    | 1 628               | 5,0  |       |          |
| 'Électorat : ? Valide : 32 744 Quota : 8 187 Participation : |                    |                    |                     |      |       |          |